# Ellen Abbing-Roos
Ellen Abbing-Roos (Wassenaar, 4 april 1935 – 6 december 2014) was een Nederlands beeldhouwer en keramist.

## Leven en werk
Ellen Roos volgde de opleiding beeldhouwen aan het Instituut voor Kunstnijverheidsonderwijs in Amsterdam, als leerling van Ben Guntenaar en Johan van Loon. Ze specialiseerde zich later in keramiek. Ze maakte figuratieve kleinplastieken en reliëfs van geabstraheerde vormen en landschappen geïnspireerd op de natuur. Ze exposeerde onder meer bij galerie d'Eendt en het Kunsthuis in Amsterdam, en het Cobra Museum in Amstelveen. Ze werd docent keramische vormen.
Roos trouwde in 1958 met K.E. Abbing. Ze woonde en werkte in Sydney, Amsterdam, Amstelveen en Soest. De kunstenares overleed in 2014, op 79-jarige leeftijd.
- RKD-Nederlands Instituut voor Kunstgeschiedenis: 68058